# Tanycoryphus conglobatus
Tanycoryphus conglobatus är en stekelart som beskrevs av Wallace A. Steffan 1950. Tanycoryphus conglobatus ingår i släktet Tanycoryphus och familjen bredlårsteklar.
Artens utbredningsområde är Madagaskar. Inga underarter finns listade i Catalogue of Life.